# 永兴街道 (神木市)
永兴街道是中华人民共和国陕西省榆林市神木市下辖的一个街道办事处。

## 行政区划
永兴街道下辖以下村级行政区划单位：
三堂村、西坬村、小寨村、草条沟村、七里庙村、曹庄村、圪针崖村、李家沟村、永兴村、泥河村、柳沟村。